# Prautitz
Prautitz (hornolužickosrbsky  Prawoćicy) je vesnice, místní část obce Crostwitz v německé spolkové zemi Sasko. Nachází se v zemském okrese Budyšín v Horní Lužici a má 103 obyvatel.

## Historie
Vesnice Prautitz je v písemných pramenech poprvé zmíněna roku 1225, kdy je uváděn jistý Petrus de Pratiz. Název Prautitz se poprvé objevuje v roce 1248. V této době patřila vesnice k majetku kláštera Marienstern. Roku 1974 byla do té doby samostatná obec připojena ke Crostwitz.

## Geografie
Prautitz leží asi 2 kilometry jihovýchodně od vsi Crostwitz v krajině zvané Horjany. Nachází se asi 13 kilometrů severozápadně od okresního města Budyšín a asi 12 kilometrů jihovýchodně od velkého okresního města Kamenz. Západně od vsi protéká potok Satkula. Krajina v okolí Prautitz je převážně zemědělská.

## Obyvatelstvo
Vesnice leží v lužickosrbské oblasti osídlení. Většina obyvatel ovládá hornolužickou srbštinu a používá ji v běžném životě.

## Pamětihodnosti
- tři památkově chráněné kříže z 19. a počátku 20. století
- boží muka z roku 1810
- milník z 19. století

## Osobnosti
- Bosćij Michał Wićaz (1747–1803), lidový básník, hostinský, statkář